# 三瀨幸司
三瀨幸司（1976年3月11日 - ），日本棒球選手，出生於香川縣觀音寺市，曾經效力於日本職棒中日龍等隊伍，生涯通算11次勝投。